# Samuel Wainer Filho
Samuel Wainer Filho (Rio de Janeiro, 1955 — Araruama, 29 de junho de 1984) foi um jornalista e produtor musical brasileiro.
Filho do célebre jornalista Samuel Wainer e da jornalista e escritora Danuza Leão, Samuca (como era chamado entre os amigos) desde cedo seguiu a carreira paterna, trabalhando no jornal que ele dirigia, a Última Hora e, depois, no Jornal do Brasil. A partir de 1980, começou a trabalhar na Rede Globo. No mesmo ano, uma matéria sua para o Fantástico foi a primeira aparição na mídia do artista Arthur Bispo do Rosário, então internado na colônia psiquiátrica Juliano Moreira. No ano seguinte, paralelamente ao trabalho na Globo, cria, com Luiz Antonio Mello, a Rádio Fluminense FM, na frequência 94,9, conhecida na época pelo apelido de A maldita, especializada em rock.
Em 29 de junho de 1984, fazia a cobertura de um acidente aéreo ocorrido no dia anterior na Bacia de Campos, em que um avião da TAM, fretado pela Petrobras, colidira com um morro, matando não só funcionários da empresa mas também equipes de televisão de várias emissoras - inclusive a Globo - que cobririam uma comemoração na petrolífera. Na volta da cobertura, a caminhonete da emissora derrapou e colidiu com uma árvore na rodovia RJ-124, no município de Araruama, matando Samuel e o cinegrafista Felipe Ruiz.